# Fruit Chan
Fruit Chan Gor (em chinês:陳果), nascido em 15 de Abril de 1959 em Guangdong, China, é um roteirista, diretor e produtor de filmes independentes de Hong Kong, que é mais conhecido pelo seu estilo de filmas refletindo o cotidiano das pessoas de Hong Kong. Ele é conhecido por utilizar atores amadores em seus filmes. Seu nome se tornou familiar apenas após o sucesso do filme Made in Hong Kong, de 1997, que ganhou prêmios locais e internacionais.

## Filmografia

### Como diretor
- The First Mission (1985) - co-dirigido com Sammo Hung
- Finale in Blood 大鬧廣昌隆 (1993)
- The 1997 Trilogy 九七三部曲 (referência ao ano de entrega de Hong Kong à República Popular da China)
  - Little Cheung 細路祥 (1999)
  - The Longest Summer 去年煙花特別多 (1998)
  - Made in Hong Kong 香港製造 (1997)
- The Prostitute Trilogy 妓女三部曲
  - Hollywood Hong Kong 香港有個荷里活 (2001)
  - Durian Durian 榴槤飄飄 (2000)
- Public Toilet 人民公廁 (2002)
- Dumplings 餃子 (2004)
- Three... Extremes 三更2 (2004) - segmento "Dumplings"
- Chengdu, I Love You (2009)
- Don't Look Up (2009)

### Como roteirista
- Bugis Street (1995)
- The 1997 Trilogy 九七三部曲
  - Little Cheung 細路祥 (1999)
  - The Longest Summer 去年煙花特別多 (1998)
  - Made in Hong Kong 香港製造 (1997)
- The Prostitute Trilogy 妓女三部曲
  - Hollywood Hong Kong 香港有個荷里活 (2001)
  - Durian Durian 榴槤飄飄 (2000)
- Public Toilet 人民公廁 (2002)

### Como produtor
- Public Toilet 人民公廁 (2002)
- Colour Blossoms 桃色 (2004)
- A-1 Headline (2004)
- Bliss (2006)